# 南盛河
南盛河，又称小河，位于中国广东省西部，是新兴江左岸支流，发源于云安县南盛镇大山脚南麓，于云浮市云城区腰古镇城头村注入新兴江。河长43千米，平均比降3.4‰，流域面积403平方千米。年均径流量3.22亿立方米。